# Косте (Виченца)
Косте је насеље у Италији у округу Виченца, региону Венето.
Према процени из 2011. у насељу је живело 78 становника. Насеље се налази на надморској висини од 797 м.